# كريستيان مونتيانو
كريستيان مونتيانو (بالرومانية: Cristian Munteanu)‏ (10 نوفمبر 1974 في رومانيا - ) هو لاعب كرة قدم روماني في مركز حراسة المرمى. لعب مع دينامو بوخارست ونادي أسترا جورجو ونادي أوتسيلول غالاتسي ونادي أيك لارنكا وFC Progresul București ‏ ونادي فارول كونستانتسا وCS Otopeni ‏.

## وصلات خارجية
- كريستيان مونتيانو على موقع قاعدة بيانات كرة القدم.إي يو (الإنجليزية)
- كريستيان مونتيانو على موقع Soccerway.com (الإنجليزية)